# Jorge Tejeira
Jorge Enrique Tejeira (c.1948) es un jockey panameño retirado de las carreras de caballos pura sangre. Montó en lugares de todo Estados Unidos y ganó varios títulos de equitación, incluidos campeonatos anuales en Philadelphia Park Racetrack  y  del Mar Racetrack y Santa Anita Park. Anthony LaBruto era su amigo y agente.

## Carrera
Tejeira nació en un pequeño pueblo a unas doscientas millas de la Ciudad de Panamá. El 16 de junio de 1976 puso su nombre en los libros de récords al ganar ocho carreras en un solo día. Ganó tres en Keystone Racetrack cerca de Filadelfia y cinco en Atlantic City Race Course en Nueva Jersey. Tejeira se retiró de las carreras habiendo ganado 3.419 carreras. Tras su formación en 2011, Jorge Tejeira fue incluido en el Salón de la Fama de Parx Racing.